# Tacca maculata

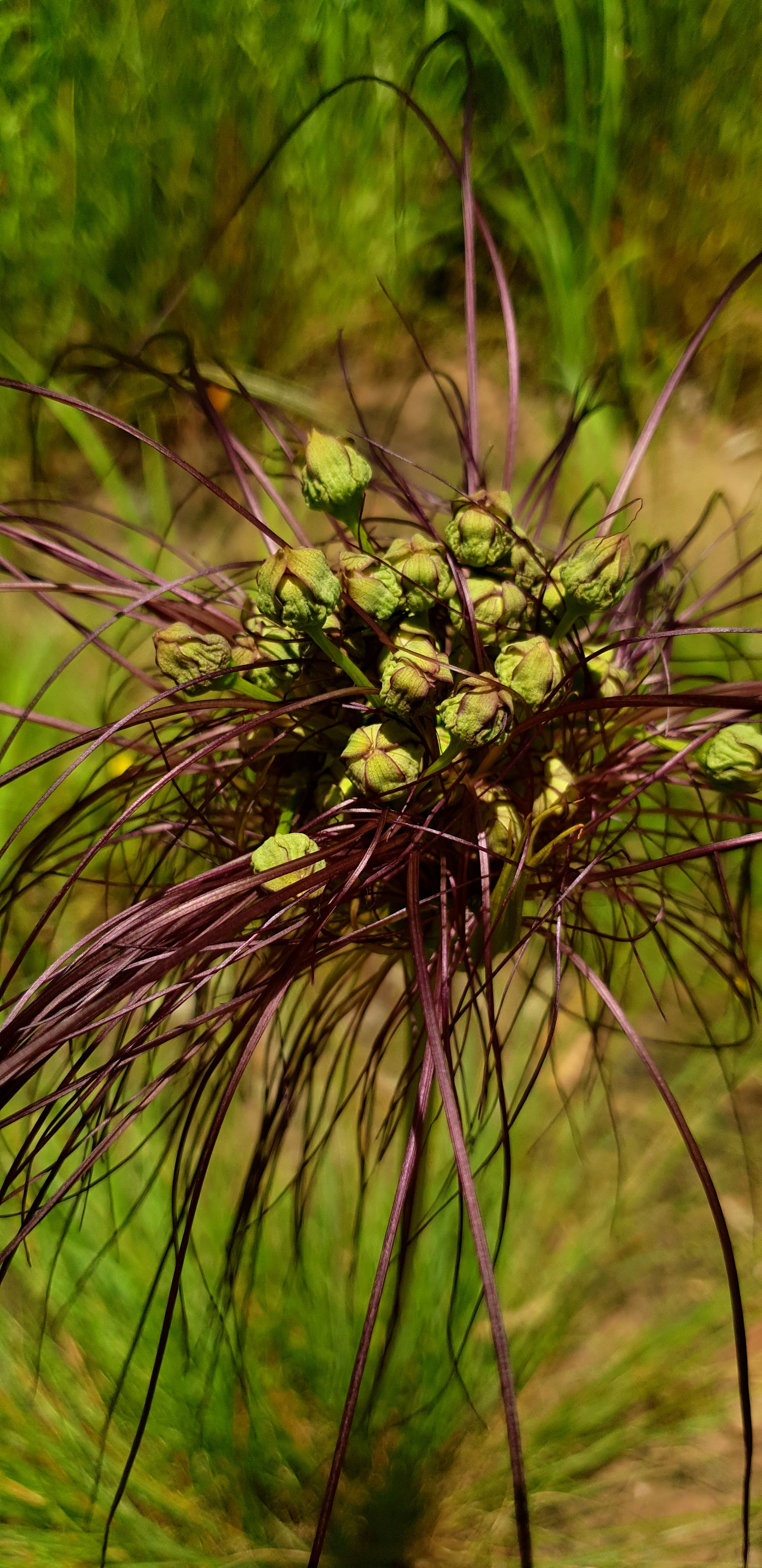
Mirima National Park

Tacca maculata är en enhjärtbladig växtart som beskrevs av Berthold Carl Seemann. Tacca maculata ingår i Taccasläktet, och familjen Dioscoreaceae. Inga underarter finns listade i Catalogue of Life.